# 七猫
七猫中文网、七猫免费小说、七猫小说、七猫阅读，简称七猫，是上海七猫文化传媒有限公司旗下的免费中文网络文学平台，用户规模超3.5亿。

## 活动

### 现实题材征文大赛
现实题材征文大赛是七猫中文网举办的征文比赛，旨在征集全国范围内的现实题材小说，截至2023年已进行至第四届。前三届共收到超过一万部投稿作品，签约287部。其中一些作品，如《北斗星辰》《丰碑》《关键路径》等入选中国作家协会重点作品扶持项目，《狮舞者》《桃李尚荣》入选中国作家协会网络文学重点作品扶持项目，《北斗星辰》《先河一号》登上“中国网络文学影响力榜小说榜”等。已有近20部征文作品实体出版，3部作品入选IP改编计划，2部作品完成有声改编，1部作品签约真人电影版权。
第四届现实题材征文大赛于2023年3月31日启动，首次引入爱奇艺作为特邀合作伙伴，征文主题为“中国密码——光荣与梦想”，涵盖“民生幸福密码”“文化自信密码”“科技科幻密码”及“七猫幻想密码”四个题材，将评选出33部作品，总奖金百万元。

## 争议
2023年3月30日，羊城晚报记者收到多位用户投诉，称七猫免费小说移动应用程序存在异常消耗用户大额流量的情况。除此之外，七猫“免费”阅读背后还有更深层次逻辑——免费阅读或以用户隐私做“交换”。用户反映，在使用七猫APP阅读时，流量消耗迅速升高，有的甚至在1小时内消耗超过15GB。记者调查发现自去年10月起，黑猫投诉平台上就开始有用户发起相关投诉，且与其他阅读软件进行对比，七猫的流量消耗确实较高。此外，七猫的广告语是“免费看书100年”，但据七猫的《用户协议》，免费阅读的代价是需要观看广告。在阅读过程中，广告会不断出现，并且自动跳转；即使开通了5.9元至178元区间的会员服务，也不能完全关闭广告。